# Arne Leonhardt
Arne Leonhardt (* 20. April 1931 in Chemnitz; † 16. Mai 1982 in Karl-Marx-Stadt) war ein deutscher Schriftsteller, der vor  allem durch Hörspiele bekannt wurde. Er verfasste zudem Erzählungen und Kriminalromane.

## Leben
Nach seinem Abitur und erstem Studium war Leonhardt zunächst als Lehrer tätig. Von 1958 bis 1961 studierte er am Literaturinstitut Leipzig und wurde danach freischaffender Autor. Er arbeitete an Hörspielserien mit und verfasste Erzählungen und Kriminalromane.

## Werke (Auszug)
- Pieps und Graps. Die Mäusebuben. Eine abenteuerliche Wanderung – Eine Tiergeschichte in 25 Bildern, Bildband, hrsg. von Gesellschaft für Deutsch-Sowjetische Freundschaft, (1958)
- Geständnis um Mitternacht, Gelbe Reihe, (1960)
- Die Dattelkuchengasse und andere Erzählungen, (1962)
- Blaulicht: Nur einer kannte ihn, (1964)
- Camp 87, (1964)
- Blaulicht: Das Haus ohne Tür, (1966)
- Im Dämonenwald, (1966)
- Neumann, zweimal klingeln, (Hörspiel-Serie 1968–1981, Radio DDR 1)[1][2]
- Blaulicht: Das Phänomen vom Bevery Cottage, (1968)
- Die sizilianische Viper, (1969)
- Der Abiturmann, (Hörspiel 1967, Fernsehfilm 1969, Theaterstück 1972)
- Unser stiller Mann, (Spielfilm 1975 – Drehbuch) (Hörspiel 1972)

## Hörspiele
- 1970: Charme und Elektronik – Regie: Joachim Gürtner (Hörspielreihe: Neumann, zweimal klingeln – Rundfunk der DDR)
- 1973: Schach der Dame oder Wie ich zu einem Mann kommen sollte – Regie: Werner Grunow (Hörspiel – Rundfunk der DDR)
- 1974: Der Jammerbrief – Regie: Joachim Gürtner (Hörspielreihe: Neumann, zweimal klingeln – Rundfunk der DDR)
- 1975: Zauberer am Berg
- 1977: Wieder mal ein Kavalier sein – Regie: Joachim Gürtner (Hörspielreihe: Neumann, zweimal klingeln – Rundfunk der DDR)
- 1981: Jazz am Grab – Regie: Werner Grunow (Hörspielpreis der Kritiker für Autor und Regie 1982 – Rundfunk der DDR)